# Yambo Ouologuem
Yambo Ouologuem, född 22 augusti 1940 i Bandiagara i Mopti-regionen, död 14 oktober 2017 i Sévaré i Mopti-regionen, var en malisk författare.
Yambo är författarens efternamn, men precis som den algeriske författaren Kateb Yasine har han valt att skifta på för- och efternamn, Yasine för att han ledsnade på att höra sina lärare kalla honom vid efternamn.
Ouologuem föddes i Bandiagara i Mopti-regionen. Hans föräldrar tillhörde dogonfolket och hans far var skolinspektör. Han gick i skola både i Bamako och i Paris. Vid Sorbonne studerade han litteratur, sociologi och filosofi.

## Ouologuems litterära år
Ouologuem debuterade 1968 med romanen "Le devoir de violence" (”Våld” i svensk översättning) och hyllades som en milstolpe i modern afrikansk litteratur. Ouologuem vann som förste afrikan det franska litteraturpriset Prix Renaudot. Sedan det upptäckts att författaren lånat flera avsnitt från "It's a battlefield" av Graham Greene, "Den siste av de rättfärdiga" av André Schwarz-Bart och verk av den franske författaren Guy de Maupassant, blev det livliga diskussioner om plagiat. 
Romanen försvarades av ett antal kritiker, inklusive den brittiskfödde författaren Kwame Anthony Appiah, som menade att den står för ”ett förkastande av den första generationen av moderna afrikanska romaner”. Ouolaguems verk går i en motsatt riktning till Léopold Senghors koncept om négritude och afrikansk mysticism.
Romanen ”Våld” skildrar 700 år i Saif-dynastins historia i det fiktiva kungadömet Nakem-Zuiko i Västafrika. Det är en ursinnig skildring av makt, våld och förtryck: massakrer, tortyr, människooffer, kannibalism, våldtäkt, kastrering och svart magi. Afrikanerna förtrycks först av sina egna härskare, sedan av araberna och slutligen av européerna.
1969 publicerade Ouologuem essäsamlingen "Lettre à la France nègre", en samling brev till Frankrikes president där han hårt kritiserar kolonialism och hyckleri. Han publicerade också en erotisk roman, båda under pseudonymen Utto Rodolph. 
Vidare publicerade han dikter i några tidskrifter. I antologin Afrikansk lyrik (1970, red. av Per Wästberg) finns dikten "1901".
Ouologuem återvände i slutet av 1970-talet till Mali, bitter på det franska litterära etablissemanget, i efterdyningarna av anklagelserna för plagiarism. Han skrev inte mer.

## Ett smakprov på författarens stil
Smakprovet är hämtat ur hans debutroman ”Våld” och skildrar en subtilare nivå av författarens stil.
| ” | Kineserna har en lek: tankstrecket. De fångar två fåglar som de binder fast vid varandra. Med hjälp av ett snöre, tunt men starkt och långt. Så långt att fåglarna, när de väl kastats upp i luften flyger iväg uppåt som en pil. De tror sig fria och flaxar med vingarna i glad berusning och stolthet, men så plötsligt: krack! Beskjutna. Nu flaxar de som galna åt alla håll, virvlar runt, spiller blodet som droppar från deras sårade vingar och tappar fjädrar och dun över åskådarna. Mänskligheten är ett fjäderfä av detta slag. Vi är alla offer för samma lek; skilda åt men ändå bundna med våld. Alla, utan något undantag. | „ |

### Verk översatt till svenska
- Våld (Le devoir de violence, 1968) (översättning Arne Häggqvist, Gidlund, 1970)

### Verk på franska
- Le Devoir de violence, 1968
- Lettre à la France nègre, 1969 (under pseudonym)
- Les mille et une bibles du sexe, 1969 (under pseudonym)
- Terres du Soleil, 1971; novellsamling där Ouologuem medverkar
- Nouvelles du Mali, 2008; en novellsamling med Ousmane Diarra, Sirafily Diango, Moussa Konaté och Yambo Ouologuem

## Filmografi
- Le Hogon du Yamé, 2003, regi av Moussa Ouane, producerad i Mali
- Où est l'Eldorado, 2009, regi av Jean-Frédéric de Hasque, producerad i Belgien, inspelad i Bamako, Mali[13]